# Merulempista cingillella
Merulempista cingillella is een vlinder uit de familie snuitmotten (Pyralidae). De wetenschappelijke naam is voor het eerst geldig gepubliceerd in 1846 door Zeller.
De soort komt voor in Europa.